# 学习强国
学习强国是由中共中央宣传部主管，以中国共产党总书记习近平的讲话和思想为主要内容的理论学习平台。该平台集新闻聚合、即时通讯和社交网络等功能于一体，包括移动应用程序端（App）及网站，于2019年1月1日上线。「学习强国」的命名一語雙關，可以理解為「學習近平，把國家變强国」，其标志中「学习」二字取自中国共产党主席毛泽东题字「好好学习，天天向上」。該應用程序受到黨政機關的大力推廣，並鼓勵黨員下載。
截至2019年10月，它擁有超過1億個活躍用戶，是中國大陆App Store上被下載次數最多的應用程式，超過了微信和抖音等社交媒體應用程序。但是也有人抱怨被迫使用該應用程序，或者因為得分低而被上司學校通报批评。

## 内容
该移动应用包含「要闻」、「新思想」、「时政综合」等板块，收录了大量中共中央总书记习近平的谈话与影音内容。此外还包括「党史资料」、「红色革命」旅游景点介绍”，中国文化资料、学者课程及广播电视直播等。该平台引入“学习积分”系统，用户的日常操作如登入、阅读文章、观看视频、发表评论和答题等操作累积“学习积分”。另有“强国运动”模块，用户可通过记录步数来获取学习积分，并参与所在组织的排名。而除了提供意識形態課程外，它還允許與朋友透过「强国通」等模块進行視頻聊天、發送消息、創建個人日曆或觀看有關中國共產黨歷史的電視劇。
据路透社援引两位消息人士的话说，「学习强国」是由阿里巴巴公司一个基本上不为外界所知的特别项目团队「Y项目商业小组」开发。这个小组负责公司以外的发展项目。这个开发团队还负责维护这个软件的应用，并仍在招募人员。
2019年3月底，学习强国APP下线了学习积分排名功能，取消了高效时间，并降低了每日最高可获得积分。4月，积分排名的功能重新上线，新增「全国总排名」和「实时排名」的功能。 新规则实行后引起了更多抱怨，由于每人每天所能获得的积分减少，而很多国有企业、政府机构和事业单位依然对分数的要求不变，规则的改变意味着每天要花费更多时间使用「学习强国」。
2021年7月16日，学习强国推出集体学习工具强国机。2021年10月21日，学习强国的电视端强国TV在上海上线。
2023年1月18日，《北京日报》报道称，“学习强国”学习平台正与“相关部门”联合打造数位立体交通应用服务平台“强国交通”，作为国内首个“国家级交通出行平台”。随后中国交通部否认与此平台有关。“学习强国”平台之后宣称，这是其与交通运输部下属的中国交通通信信息中心合作开发的专案，并不是报道中所称的“国家级出行平台”，而是在中国国务院APP“货运行程宝”基础上的转接应用程式。

## 党政机关要求
学习强国于2019年元旦上线后，在中共中央宣传部的主导下，全中国各地党政机关的公务员及共产党员要求下载使用该软件，使得该软件下载量激增，在苹果App Store中下载榜单排名中名列前茅。
各高校和地方共产党支部指导与监督党员使用这款应用进行政治教育，要求教职工每人完成一定数量的“学习积分”，未达标者将通报批评等处分。新华社报道称中共河南省委发布《省直和中央驻豫各单位“学习强国”学习平台党员注册和使用情况通报》，公布该省省直单位和中央驻豫单位使用该软件的注册人数、在岗党员注册率、总积分、人均积分等数据，并且“明确目标任务、时间节点和责任人……限时完成党员注册”，最终实现“全覆盖”。多所高校和地方共产党支部的官方网站发布的消息也显示其党组织利用这一软件进行“工作督导考核”，“以高度的政治责任感及时迅速开展好学习平台的推广应用”，对党员有强制的积分要求。一些在校学生也需要下载软件进行学习，完成积分，否则就会被约谈，取消评优资格。
亦有私人企业开始要求员工使用这款软件并进行积分排名。香港《星岛日报》引述消息人士的话称，2019年3月初曾收到省部通知，内容为“各地各部门不得强制下载。不可每天强行要求积分。拒绝形式主义。”同时有报道称，江西一名公务员因编写“学习强国”刷分程序而被警方以“非法经营”为由拘留。
2019年8月23日，中宣部传媒监管局发出《关于在「学习强国」学习平台创建和认证新闻采编学习组织的通知》，其中对新闻单位申领新版新闻记者证做出具体要求。根据通知，申领者须通过“学习强国”平台手机用户端的培训考试，通过后才能申领新版记者证。
由于学习强国软件一度被微信平台自动屏蔽，阿里巴巴方面已将此事向中共中央宣传部汇报，中央网信办已介入调查此事，腾讯公关总监张军在朋友圈回應稱，這是因爲超過了朋友圈的分享限制，自動觸發了保護機制。
另外有一些企業实行一刀切政策，将该App内的分数与线下工作考评相挂钩，因此间接催生辅助刷分工具。该程序项目托管在GitHub平台，名为Fuck-XueXiQiangGuo。

## 评价
中国共产党官方媒体《人民日报》称学习强国内容权威、内涵丰富、特色鲜明，受到党员干部追捧”。据中国大陸官方媒体报道，一些中国共产党党员表示很喜欢这款软件，表示可以通过这款软件了解到时事和各类方针政策，而通过积分排行榜的形式，可以激励成绩优秀的党员继续保持，也可以激励成绩较差的党员继续努力，有利于调动党员学习的积极性。一些公职人员则抱怨说，在工作、家庭事务繁重的情况下，使用“学习强国”完成任务过多地占用了他们的私人时间 。
2019年2月在苹果App Store中国区，学习强国app下载量登上首位，但其评分和评论功能被禁用、无法查看。分析公司AppAnnie保留了部分评论，其中有1星评价为“大家都是自愿地安装的”，另有1星评价为「这软件太棒了」。纽约时报认为这款软件是中国共产党努力在移动网络时代进行宣传的有效手段，同时指出这款app收到的很多评价都是冷嘲热讽的口吻。英国广播公司的报道将其形容为数字版的「红宝书」。中国大陸社交媒体在2019年3月短时间内出现大量有关学习强国的宣传内容，称其“有益更有趣”，但端传媒的评论认为，社交媒体中对此软件的正面评价是因为“官方账号和部分伪装成普通网友的‘网络评论员’引导”，同时软件将非政治性的知识和竞赛融入政治性内容，实现政治向日常生活的全面渗透。《纽约时报》报道称中国大陸很多用户视使用这一APP为爱国主义的表现，但也有很多人认为这是官员强加的政治任务，是加强习近平个人崇拜的手段。《纽约时报》称其为习近平在数字时代加强意识形态控制、强化共产党权威的努力。记者李佳佳在使用该软件后，在《纽约时报》上发表的文章中评论说，“无论这些新产品表面上看起来多么花哨，其核心仍然是对意识形态材料的强制性学习，以及对中央政府表忠心。”

## 安全隱憂
德国网络安全公司Cure53發佈一份调查報告，指在调查学习强国Android版的應用程式後，发现学习强国app每天会收集并发送详细的手机使用日志，可以随时检查这些手机裡的照片、影片，即时传送手机的地理定位、记录通话纪录，并且记录手机裡的联络人；此外它拥有检索其他第三方App讯息的权限，可不需经过使用者同意，自行连結指定WiFi，以及自行打开手电筒。另外也有一些不法分子会冒充军人或政府工作人员，利用「学习强国」APP作为媒介进行诈骗活动。